# Sulfhämoglobinämie
Sulfhämoglobinämie (von lateinisch: sulfur ‚Schwefel‘, und „Hämoglobin“ (roter Blutfarbstoff)), zu Teil auch Verdoglobinämie, ist eine durch Schwefel bedingte grünlich-schwarze Verfärbung des Blutes durch Auftreten von Sulfhämoglobin.
Die Sauerstoffbindungsfähigkeit des Blutes ist beeinträchtigt, dadurch können Symptome einer Anämie auftreten. Mögliche Ursache sind Schwefelwasserstoff-Vergiftungen, auch durch Medikamente wie Sumatriptan in hoher Dosierung kann eine Sulfhämoglobinämie ausgelöst werden.